# Kei Nishikori
Kei Nishikori (錦織 圭, Nishikori Kei) (Matsue, Prefectura de Shimane, Japó, 29 de desembre de 1989) és un jugador de tennis japonès. És l'únic tennista masculí japonès que ha arribat al Top 4 de l'ATP i fou el primer tennista asiàtic en disputar una final de Grand Slam, concretament el US Open 2014, on fou derrotat per Marin Cilic. En els Jocs Olímpics de Rio de Janeiro 2016 va aconseguir la medalla de bronze en categoria individual masculina.

## Biografia
Nishikori va néixer a Matsue, Prefectura de Shimane, Japó, fill de Kiyoshi i Eri, enginyer i professora de piano respectivament. Té una germana gran de nom Reina. Va començar a jugar a tennis als cinc anys, i després de graduar-se a l'institut Aomori-Yamada High School es va traslladar a Florida per unir-se a l'IMG Academy.
Ha tingut com a entrenadors els extennistes Brad Gilbert, Michael Chang i Max Mirnyi.

## Torneigs de Grand Slam

### Individual: 1 (0−1)
| Resultat  | Núm. | Any  | Torneig | Oponent en la final | Marcador      |
| --------- | ---- | ---- | ------- | ------------------- | ------------- |
| Finalista | 1.   | 2014 | US Open | Marin Čilić         | 3−6, 3−6, 3−6 |

## Jocs Olímpics

### Individual
| Any  | Campionat                             | Oponent      | Resultat         |
| ---- | ------------------------------------- | ------------ | ---------------- |
| 2016 | Jocs Olímpics, Rio de Janeiro, Brasil | Rafael Nadal | 6−2, 6−7(1), 6−3 |

## Palmarès

### Individual: 27 (12−15)
| Llegenda (pre/post 2009)                                 |
| -------------------------------------------------------- |
| Grand Slams (0−1)                                        |
| Jocs Olímpics Bronze (1)                                 |
| Tennis Masters Cup / ATP Finals (0−0)                    |
| ATP Masters Series / ATP World Tour Masters 1000 (0−4)   |
| ATP International Series Gold / ATP World Tour 500 (6−6) |
| ATP International Series / ATP World Tour 250 (6−4)      |

| Títols per superfície |
| --------------------- |
| Dura (10−10)          |
| Gespa (0−0)           |
| Terra batuda (2−5)    |

| Resultat  | Núm. | Data                   | Torneig                     | Superfície   | Oponent              | Marcador                |
| --------- | ---- | ---------------------- | --------------------------- | ------------ | -------------------- | ----------------------- |
| Guanyador | 1.   | 11 de febrer de 2008   | Delray Beach, Estats Units  | Dura         | James Blake          | 3−6, 6−1, 6−4           |
| Finalista | 1.   | 10 d'abril de 2011     | Houston, Estats Units       | Terra batuda | Ryan Sweeting        | 4−6, 6−7(3)             |
| Finalista | 2.   | 6 de novembre de 2011  | Basilea, Suïssa             | Dura (i)     | Roger Federer        | 1−6, 3−6                |
| Guanyador | 2.   | 7 d'octubre de 2012    | Tòquio, Japó                | Dura         | Milos Raonic         | 7−6(5), 3−6, 6−0        |
| Guanyador | 3.   | 24 de febrer de 2013   | Memphis, Estats Units       | Dura (i)     | Feliciano López      | 6−2, 6−3                |
| Guanyador | 4.   | 16 de febrer de 2014   | Memphis (2)                 | Dura (i)     | Ivo Karlović         | 6−4, 7−6(0)             |
| Guanyador | 5.   | 27 d'abril de 2014     | Barcelona, Espanya          | Terra batuda | Santiago Giraldo     | 6−2, 6−2                |
| Finalista | 3.   | 11 de maig de 2014     | Madrid, Espanya             | Terra batuda | Rafael Nadal         | 6−2, 4−6, 0−3, retirada |
| Finalista | 4.   | 8 de setembre de 2014  | US Open, Estats Units       | Dura         | Marin Čilić          | 3−6, 3−6, 3−6           |
| Guanyador | 6.   | 28 de setembre de 2014 | Kuala Lumpur, Malàisia      | Dura (i)     | Julien Benneteau     | 7−6(4), 6−4             |
| Guanyador | 7.   | 5 d'octubre de 2014    | Tòquio (2)                  | Dura         | Milos Raonic         | 7−6(5), 4−6, 6−4        |
| Guanyador | 8.   | 15 de febrer de 2015   | Memphis (3)                 | Dura (i)     | Kevin Anderson       | 6−4, 6−4                |
| Finalista | 5.   | 28 de febrer de 2015   | Acapulco, Mèxic             | Dura         | David Ferrer         | 6−3, 7−5                |
| Guanyador | 9.   | 26 d'abril de 2015     | Barcelona (2)               | Terra batuda | Pablo Andújar        | 6−4, 6−4                |
| Guanyador | 10.  | 9 d'agost de 2015      | Washington DC, Estats Units | Dura         | John Isner           | 4−6, 6−4, 6−4           |
| Guanyador | 11.  | 14 de febrer de 2016   | Memphis (4)                 | Dura (i)     | Taylor Fritz         | 6−4, 6−4                |
| Finalista | 6.   | 3 d'abril de 2016      | Miami, Estats Units         | Dura         | Novak Đoković        | 3−6, 3−6                |
| Finalista | 7.   | 24 d'abril de 2016     | Barcelona                   | Terra batuda | Rafael Nadal         | 4−6, 5−7                |
| Finalista | 8.   | 31 de juliol de 2016   | Toronto, Canadà             | Dura         | Novak Đoković        | 3−6, 5−7                |
| Finalista | 9.   | 30 d'octubre de 2016   | Basilea (2)                 | Dura (i)     | Marin Čilić          | 1−6, 6−7(5)             |
| Finalista | 10.  | 8 de gener de 2017     | Brisbane, Austràlia         | Dura         | Grígor Dimitrov      | 2−6, 6−2, 3−6           |
| Finalista | 11.  | 19 de febrer de 2017   | Buenos Aires, Argentina     | Terra batuda | Aleksandr Dolgopòlov | 6−7(4), 4−6             |
| Finalista | 12.  | 22 d'abril de 2018     | Montecarlo, Mònaco          | Terra batuda | Rafael Nadal         | 3−6, 2−6                |
| Finalista | 13.  | 7 d'octubre de 2018    | Tòquio                      | Dura         | Daniil Medvedev      | 2−6, 4−6                |
| Finalista | 14.  | 28 d'octubre de 2018   | Viena, Àustria              | Dura (i)     | Kevin Anderson       | 3−6, 6−7(3)             |
| Guanyador | 12.  | 6 de gener de 2019     | Brisbane                    | Dura         | Daniil Medvedev      | 6−4, 3−6, 6−2           |
| Finalista | 15.  | 5 de gener de 2025     | Hong Kong, Hong Kong        | Dura         | Alexandre Müller     | 6−2, 1−6, 3−6           |

### Dobles: 1 (0−1)
| Llegenda                          |
| --------------------------------- |
| Grand Slams (0−0)                 |
| ATP Finals (0−0)                  |
| ATP World Tour Masters 1000 (0−0) |
| ATP World Tour 500 (0−0)          |
| ATP World Tour 250 (0−1)          |

| Títols per superfície |
| --------------------- |
| Dura (0−1)            |
| Gespa (0−0)           |
| Terra batuda (0−0)    |

| Resultat  | Núm. | Data                | Torneig             | Superfície | Parella              | Oponents en la final    | Marcador    |
| --------- | ---- | ------------------- | ------------------- | ---------- | -------------------- | ----------------------- | ----------- |
| Finalista | 1.   | 11 de gener de 2015 | Brisbane, Austràlia | Dura       | Aleksandr Dolgopòlov | Jamie Murray John Peers | 3−6, 6−7(4) |

## Trajectòria

### Individual
| Open d'Austràlia | A   | A     | 1R          | A           | 3R          | QF    | 4R          | 4R          | QF          | QF    | 4R          | A           | QF          | A           | 1R | 0 / 10    | 24 – 10   |
| Roland Garros | A   | Q2    | A           | 2R          | 2R          | A     | 4R          | 1R          | QF          | 4R    | QF          | 4R          | QF          | 2R          | 4R | 0 / 11    | 27 – 11   |
| Wimbledon | A   | 1R    | A           | 1R          | 1R          | 3R    | 3R          | 4R          | 2R          | 4R    | 3R          | QF          | QF          | NC          | 2R | 0 / 12    | 22 – 12   |
| US Open | Q2  | 4R    | A           | 3R          | 1R          | 3R    | 1R          | F           | 1R          | SF    | A           | SF          | 3R          | A           | 3R | 0 / 11    | 27 – 11   |
| Jocs Olímpics | NC  | 1R    | No celebrat | No celebrat | No celebrat | QF    | No celebrat | No celebrat | No celebrat | 3r    | No celebrat | No celebrat | No celebrat | No celebrat | QF | 0 / 4     | 11 – 4    |
| ATP World Tour Finals | A   | A     | A           | A           | A           | A     | A           | SF          | RR          | SF    | A           | RR          | A           | A           |    | 0 / 4     | 5 – 9     |
| Total Victòries–Derrotes                                                                                                   | 3−5 | 16−12 | 4−6         | 3−9         | 36−22       | 37−18 | 46−19       | 54−14       | 54−16       | 58−21 | 30−13       | 43−21       | 29−14       | 2−4         |    | 405 – 197 | 405 – 197 |
| Rànquing a final d'any | 281 | 63    | 421         | 100         | 25          | 19    | 17          | 5           | 8           | 5     | 22          | 9           | 13          | 41          |    |           |           |
| Llegenda: G: Guanyador; F: Finalista; SF: Semifinalista; QF: Quarts de final; Q: Qualificació; A: Absent; RR: Round Robin; |     |       |             |             |             |       |             |             |             |       |             |             |             |             |    |           |           |

## Guardons
- ATP Newcomer of the Year (2008)